# کمیته ملی ارامنه آمریکا

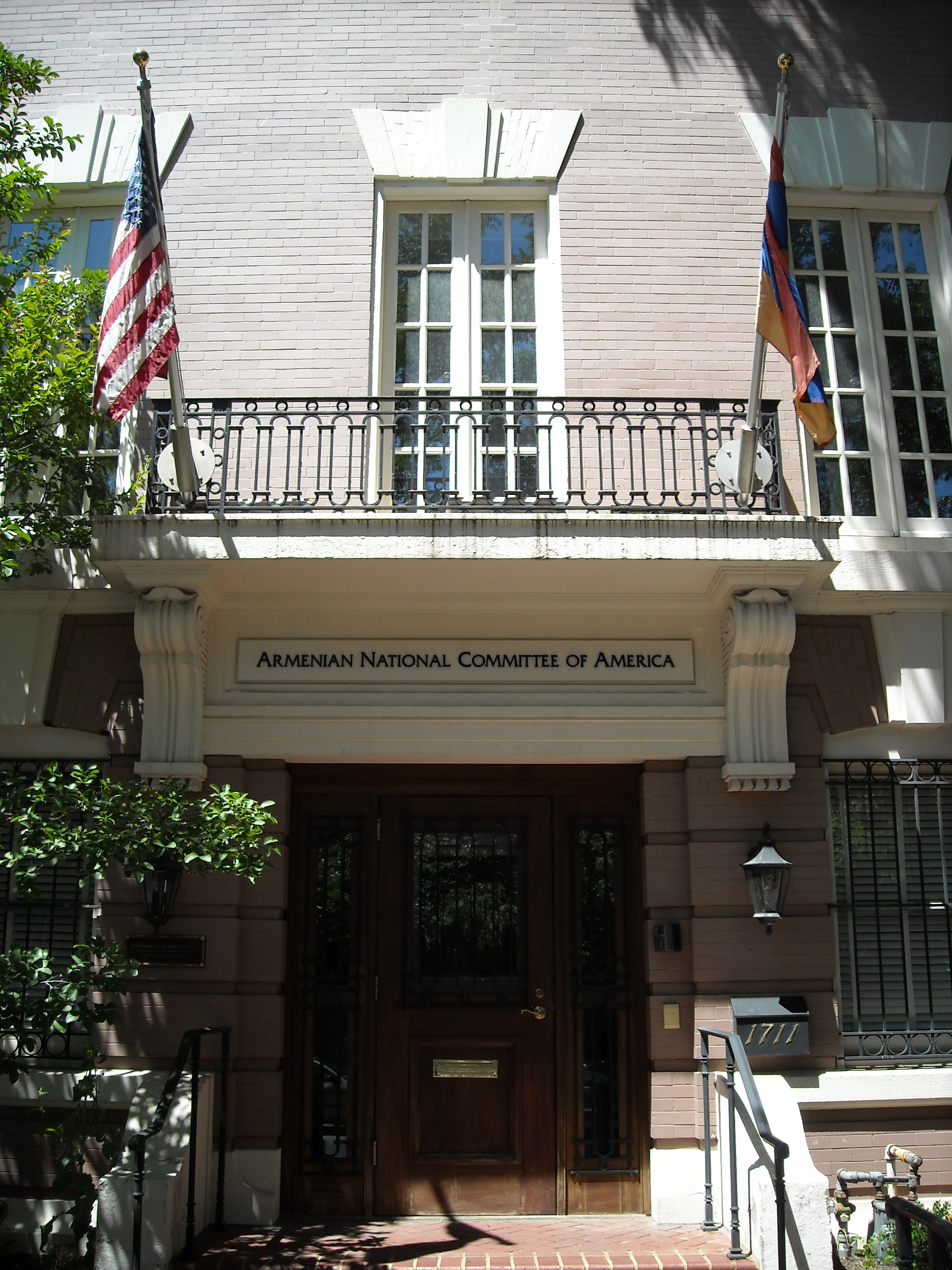
دفتر مرکزی کمیته‌ملی ارامنه آمریکا در واشینگتن، دی.سی.

کمیته ملی ارامنه آمریکا (ارمنی: Ամերիկայի Հայ դատի յանձնախումբ) بزرگ‌ترین و تاثیرگذارترین سازمان ارمنی‌های آمریکا است که از مردم عادی تشکیل شده، و با همکاری و هماهنگی با شبکه‌ای از ادارات، بخش‌ها و حامیان در سراسر ایالات متحده و همچنین سازمان‌های وابسته به آن در سراسر جهان به‌طور فعال به نگرانی‌های جامعه ارمنی آمریکایی در گستره وسیعی از مسائل می‌پردازد.

## تاریخچه
در ایالات متحده آمریکا یک ارمنی-آمریکایی به نام واهان کارداشیان کمیتهٔ آمریکایی استقلال ارمنستان (ACIA) را تأسیس کرد و رهبری لابی‌گری حمایت از استقلال ارمنستان در ایالات متحده را تا قبل از مرگش در سال ۱۹۳۴ دنبال می‌کرد. کمیته ملی ارامنه آمریکا (ANCA) در سال ۱۹۴۱ تأسیس شد تا میراث کارداشیان را بعد از جنگ جهانی دوم در آمریکا دنبال کند؛ و توانست حمایت بسیاری از رهبران برجسته آمریکایی از جمله جیمز وات جرارد سفیر آمریکا در آلمان، سناتور هنری کابوت لاج، چارلز ایوانز هیوز که بعداً به ریاست دیوان عالی ایالات متحده آمریکا منصوب شد، الیو روت و سایرین را به اهداف کمیته ملی ارامنه آمریکا جذب کند. هدف (ACIA) برقراری استقلال ارمنستان بود.